# 偶像大師 灰姑娘女孩 (動畫)
《偶像大師 灰姑娘女孩》（日語：アイドルマスター シンデレラガールズ）是A-1 Pictures製作的日本動畫，以南夢宮萬代發售的同名手機遊戲為原作的改編作品。2014年4月5日，在偶像大師官方舉辦的 Live 活動「THE IDOLM@STER CINDERELLA GIRLS 1stLIVE WONDERFUL M@GIC!!」第一場的演唱會中公佈手機遊戲《偶像大師 灰姑娘女孩》動畫化的消息。同時，在動畫官方推特上正式宣布此作動畫化，並正式設立本作的動畫官方網站，發佈宣傳影片，以及官方宣傳海報。
本作動畫版25話分2期播放。第1期（前半）於2015年1月10日開始播放，在7月18日開始播放第2期（後半）。

## 劇情

### 第一期
電視動畫《偶像大師灰姑娘女孩》第一季是描述 14 位被選拔加入「灰姑娘企劃」（Cinderella Project）的少女成為 346 事務所的偶像候補生，經歷波折、困難以及磨鍊，最後成功出道，踏上舞台成為偶像的故事。
女主角島村卯月是一位高中女生，夢想成為偶像的她在課餘時努力地學習跳舞，鍛鍊才能等待機會的來臨。雖然在346事務所設立的「灰姑娘企劃」招募時落選了，其笑容給製作人留下了良好的印象，因此當「灰姑娘企劃」出現三個空缺時，製作人首選了島村卯月。另外兩個空缺分別由澀谷凜和本田未央補上，「灰姑娘企劃」其他成員也完成集结，正式启动。
島村卯月、澀谷凜、本田未央三人比其他成員晚加入「灰姑娘企劃」中，可是不久便得到前輩偶像給予的一個演出機會，便是當城崎美嘉的伴舞。卯月、凜、未央這三位新人便開始接受舞蹈特訓。作為伴舞的演出表現，很快地卯月、凜、未央三人得到正式出道的機會，結成偶像組合推出唱片。同時間，「灰姑娘企劃」中的新田美波、安娜斯塔西婭也合組出道。不過這個安排讓其他偶像感到焦急，都紛紛希望自己也能及早出道。其中前川未來的行為最為激進，甚至把346事務所的346咖啡室佔領了來作抗議。最後讓製作人來解釋後事件才得以平息。
雖然努力練習唱歌和舞步，讓首次正式演出十分成功。可是由於在當城崎美嘉伴舞所看到的聲勢和場面，和自己演出時的觀眾人數相比，本田未央受到很大的打擊，甚至曾一度想放棄繼續做偶像。
「灰姑娘企劃」的其他成員亦陸續獲得出道的機會：接著是神崎蘭子以個人單獨出道，是「灰姑娘企劃」中唯一個人出道的，不善於與人溝通的她經過一番轉折，透過繪畫才能讓製作人明白她的心意，並打造出讓她十分滿意的墜天使造型；三村加奈子、緒方智繪里、雙葉杏結成偶像組合出道，還得到唱片簽名會和出席電視遊戲節的機會；諸星煌梨、赤城米莉亞、城崎莉嘉結成偶像組合出道，獲得商品宣傳代言的街頭演出機會；餘下的二人，前川未來、多田李衣菜也結成偶像組合出道，雖然二人的性格大不相同，很難合得來，最後也能化解矛盾。
在346事務所的盛事「Summer Fest」演唱會舉行在即之際，各成員也加緊排練。除了要練好自己的歌曲之外，也要兼顧「灰姑娘企劃」14位成員的合唱歌曲的排練。由於製作人有要事委托了新田美波負責安排排練和監督，讓新田美波承受很大壓力和身心疲倦，終在「Summer Fest」演出當日病倒下來。儘管新田美波不能演出自己的歌曲，也支撐著堅持要在合唱的歌曲中和大家一起出場。新田美波的拼勁和精神以及她的領導能力得到各成員的肯定，認同了她的成為「灰姑娘企劃」的隊長。「Summer Fest」也在各成員的精彩演出下圓滿落幕。

### 第二期
「Summer Fest」之后，「灰姑娘企劃」继续顺利地推进。但此时346Pro公司所属公司董事长的孙女美城常务从美国子公司调回日本，担当为偶像项目主管。上任后立即终止了全公司的偶像项目，改变偶像培养方针为以艺术技能为主导。这对本身以各种娱乐性质为主导的各偶像项目和整个日本公司带来极大的震撼。主角群制作人据理力争，希望保持自己以发挥偶像自身特长的路线，最终美城常务不提供任何支援下允许「灰姑娘企劃」的运营，并以年期末的演唱会作为是否继续维持项目的考核。也以此作为对其他反对其方针的人的下马威和考验。
之后美城常务从整个公司偶像资源中抽选适合其方针实施的偶像来推行新路线的工作，但大部分偶像不满其方针和培养理念，拒绝其安排的工作，甚至如木村夏树、安部菜菜等偶像选择调入到「灰姑娘企劃」中继续工作。
美城常务最终在新组建的项目「Project Krone」中，试图从主角群的「灰姑娘企劃」中调走涩谷凛和安娜斯塔西娅到其计划中。安娜斯塔西娅所属组合「LOVE LAICA」的同伴新田美波愿意让安娜加入到新项目，并且表示自己能独立应付，很快就转入到新项目中；但涩谷凛由于新组合有自己的同校同学，希望协助同学作为新人能顺利出道，但又担心影响到其自身原有的「new generations」，本田未央意外听到这个消息，经过考虑决定自行独立出道，最后和涩谷凛、岛村卯月三人相互交流后，仍为这样三人分开出道会更好。最终，「LOVE LAICA」和「new generations」由于人员变动而冻结，「Rosenburg Engel」和「*」增加新成员，卯月和小日向美穗另组新组合，「灰姑娘企劃」以如此阵容和作为对抗项目的「Project Krone」一同进入秋季演唱会，接受去留的考验。
在秋季演唱会中，「灰姑娘企劃」和「Project Krone」都取得了非常圆满的成果，而且「Project Krone」的鹭泽文香在上场前不适，灰姑娘制作人及时指挥「灰姑娘企劃」上场维持气氛，之后在岛村卯月和本田未央的鼓励下，涩谷凛所在的「Traid Primus」也顺利登场演出。秋季演唱会最终顺利落幕。
秋季演唱会后，「灰姑娘企劃」成员的知名度大增，但只是不断鼓励别人的岛村卯月反而察觉到自己毫无进展而感到不安，要求回到训练所练习。制作人允许她的要求并让其他组员调整工作岗位，众人期待着卯月的归来，而凛和未央给卯月的鼓励让卯月最终召回勇气，而从自己的角色曲找回了自己的笑容。在年期末演唱会，得到全公司偶像支持的灰姑娘演唱会大获成功，在幕后制作人也向美城常务阐述了每个不同风格的偶像都能找到让粉丝欣赏的亮点，让美城常务彻底折服并认同了制作人的想法。「灰姑娘企劃」最终得到保留并继续发展。

## 發展

### 製作
以公布的資料，本作動畫化的製作人員和《偶像大師》動畫本篇大致相同。
- 導演：高雄統子
- 動畫角色原案：杏仁豆腐
- 系列構成：高雄統子、髙橋龍也
- 角色設定：松尾祐輔
- 色彩設計：村上智美
- 攝影監督：佐久間悠也
- 編輯：三嶋章紀
- 音響監督：藤田亞紀子
- 音樂：田中秀和（MONACA）
- 音樂製作人：柏谷智浩、內田哲也
- 音樂製作：日本古倫美亞
- 製片人：鳥羽洋典、番正繪里子、柏谷智浩、彌富健一
- 製作監製：清水曉
- 制作統括：落越知則
- 動畫製作人：福島祐一
- 製作公司：A-1 Pictures

## 主題曲
| 類型   | 曲名                    | 作詞                | 作曲                    | 編曲                      | 主唱                                                                                     | 備註                                     |
| ------ | ----------------------- | ------------------- | ----------------------- | ------------------------- | ---------------------------------------------------------------------------------------- | ---------------------------------------- |
| 第1期  |                         |                     |                         |                           |                                                                                          |                                          |
| 片頭曲 | Star!!                  | 森由里子            | 田中秀和                | 田中秀和                  | CINDERELLA PROJECT                                                                       | 第2話～第6話、 第8話～第12話             |
| 片尾曲 | [ 參⁠ 5 ]                | 遠藤史              | 瀧澤俊輔（TRYTONELABO） | 瀧澤俊輔（TRYTONELABO）   | 島村卯月、澀谷凜、本田未央                                                               | 第1話                                    |
| 片尾曲 | [ 參⁠ 5 ]                | 遠藤史              | Yoshi                   | Yoshi、瀧澤俊輔           | CINDERELLA PROJECT                                                                       | 第2話～第5話、 第7話～第13話             |
| 片尾曲 | Star!! （鋼琴演奏版）   |                     | 田中秀和                | 田中秀和                  |                                                                                          | 第6話                                    |
| 片尾曲 | [ 參⁠ 6 ]                | 東之獄彩            | 隱田遼平                | TAKT （TRYTONELABO）      | Rosenberg Engel                                                                          | 第8話                                    |
| 片尾曲 | Happy×2 Days            | 木村友希            | 木村友希                | 岡野裕次郎（TRYTONELABO） | CANDY ISLAND                                                                             | 第9話                                    |
| 片尾曲 | Let's Go Happy！！      | （IOSYS）           | ARM （IOSYS）           | ARM （IOSYS）             | 凸RATION                                                                                 | 第10話                                   |
| 片尾曲 | ØωØver!!                | 前川未來 多田李衣菜 | 小野貴光                | 玉木千尋                  | *（Asterisk）                                                                            | 第11話                                   |
| 片尾曲 | Nation Blue             | 遠山明孝            | 遠山明孝                | 遠山明孝                  | 新田美波、澀谷凜、安娜史塔希亞、神崎蘭子、多田李衣菜                                     | 第12話                                   |
| 插入曲 | [ 參⁠ 5 ]                | marhy               | 內田哲也                | 內田哲也                  | 高垣楓、城崎美嘉、小日向美穗、十時愛梨、川島瑞樹、日野茜、輿水幸子、佐久間真由、白坂小梅 | 第1話                                    |
| 插入曲 |                         | yura                | 小西裕子                |                           | 島村卯月、澀谷凜、本田未央                                                               | 第2話                                    |
| 插入曲 | TOKIMEKI                | marhy               | 內田哲也                | 內田哲也                  | 城崎美嘉                                                                                 | 第3話                                    |
| 插入曲 | Memories                | 貝田由里子          | ESTi                    | ESTi、Kyo                 | LOVE LAIKA                                                                               | 第6話、第13話                            |
| 插入曲 | Evo！Revo！Generation！ | 三重野瞳            | Kyo                     | Kyo                       | new generations                                                                          | 第6話、第13話                            |
| 插入曲 |                         | 佐佐木朋子          | 佐佐木朋子              | 佐佐木朋子                | CANDY ISLAND                                                                             | 第9話                                    |
| 插入曲 | Orange Sapphire         | Funta3              | Funta7                  | Funta7                    | 凸RATION                                                                                 | 第10話                                   |
| 插入曲 | We're the friends！     | 森由里子            | 藤末樹                  | 藤末樹                    | *（Asterisk）                                                                            | 第11話                                   |
| 插入曲 |                         | 森由里子            | 田中秀和                | 田中秀和                  | CINDERELLA PROJECT                                                                       | 第12話                                   |
| 插入曲 | GOIN'！！！             | 森由里子            |                         | 宮崎誠                    | CINDERELLA PROJECT                                                                       | 第13話                                   |
| 第2期  |                         |                     |                         |                           |                                                                                          |                                          |
| 片頭曲 | Star!!                  | 森由里子            | 田中秀和                | 田中秀和                  | CINDERELLA PROJECT                                                                       | 第14話片頭、 第26話插入曲                |
| 片頭曲 | Shine!!                 | 森由里子            | 滝凙俊輔 (TRYTONELABO)  | 滝凙俊輔 (TRYTONELABO)    | CINDERELLA PROJECT                                                                       | 第15話～第23話、 第26話                  |
| 片尾曲 |                         | 遠藤史              | 內田哲也（TRYTONELABO） | 瀧澤俊輔                  | CINDERELLA PROJECT                                                                       | 第14話～第16話、 第20話～第22話、 第26話 |
| 片尾曲 |                         | 朝倉路              | 渡部チェル              | 渡部チェル                | 凸RATION、城崎美嘉                                                                       | 第17話                                   |
| 片尾曲 | Heart Voice             | 磯谷佳江            | 小野貴光                | 玉木千尋                  | CANDY ISLAND、輿水幸子                                                                   | 第18話                                   |
| 片尾曲 | Wonder goes on!!        | 磯谷佳江            | 小野貴光                | 玉木千尋                  | *（Asterisk）、安部菜菜、木村夏樹                                                        | 第19話                                   |
| 片尾曲 |                         | 遠藤史              | 瀧澤俊輔（TRYTONELABO） | 瀧澤俊輔（TRYTONELABO）   | new generations                                                                          | 第23話                                   |
| 片尾曲 | S(mile)ING!             | BNSI（八城雄太）    | BNSI（Yoshi）           | BNSI（Yoshi）             | 島村卯月                                                                                 | 第24話                                   |
| 片尾曲 | Shine!!                 | 森由里子            | 滝凙俊輔 (TRYTONELABO)  | 滝凙俊輔 (TRYTONELABO)    | CINDERELLA PROJECT                                                                       | 第25話                                   |
| 插入曲 |                         | 貝田由里子          | BNSI (椎名豪)           | BNSI (椎名豪)             | 高垣楓                                                                                   | 第15話                                   |
| 插入曲 |                         | 夕野ヨシミ          | ARM（IOSYS）            | ARM（IOSYS）              | 安部菜菜                                                                                 | 第16話                                   |
| 插入曲 | Rockin' Emotion         | 磯谷佳江            | 小野貴光                | 玉木千尋                  | 木村夏樹                                                                                 | 第19話                                   |
| 插入曲 |                         | 桜アス恵            | 瀧澤俊輔（TRYTONELABO） | 瀧澤俊輔（TRYTONELABO）   | 本田未央                                                                                 | 第21話                                   |
| 插入曲 | GOIN'！！！             | 森由里子            |                         | 宮崎誠                    | CINDERELLA PROJECT                                                                       | 第22話                                   |
| 插入曲 | Hotel Moonside          | BNSI                | BNSI                    | BNSI                      | 速水奏                                                                                   | 第22話                                   |
| 插入曲 | Nebula Sky              | AJURIKA             | AJURIKA                 | AJURIKA                   | 安娜史塔希亞                                                                             | 第22話                                   |
| 插入曲 |                         | BNSI                | BNSI                    | BNSI                      | Rosenburg Alptraum                                                                       | 第22話                                   |
| 插入曲 |                         | 古屋誠              | BNSI                    | BNSI                      | 新田美波                                                                                 | 第22話                                   |
| 插入曲 | Wonder goes on!!        | 磯谷佳江            | 小野貴光                | 玉木千尋                  | *（Asterisk）、安部菜菜、木村夏樹                                                        | 第22話                                   |
| 插入曲 |                         | 朝倉路              | 渡部チェル              | 渡部チェル                | 凸RATION                                                                                 | 第22話                                   |
| 插入曲 | Trancing Pulse          | AJURIKA             | 上松範康                | 藤永龍太郎                | Triad Primus                                                                             | 第22話                                   |
| 插入曲 |                         | 小金井つくも        | 渡部チェル              | 渡部チェル                | new generations                                                                          | 第25話                                   |
| 插入曲 | M@GIC                   | 森由里子            | 田中秀和                | 田中秀和                  | CINDERELLA PROJECT                                                                       | 第25話                                   |
| 插入曲 | Absolute NIne           | hisakuni            | hisakuni                | hisakuni                  | new generations                                                                          | 第26話                                   |
| 插入曲 | （鋼琴演奏版）          |                     | NBSI（佐藤貴文）        | NBSI（佐藤貴文）          |                                                                                          | 第26話                                   |

## 各話列表
| 話數   | 原文標題                                     | 中文標題                        | 劇本              | 分鏡                       | 演出                                                | 作畫監督 |
| 第1期  | 第1期                                        | 第1期                           | 第1期             | 第1期                      | 第1期                                               | 第1期 |
| ------ | -------------------------------------------- | ------------------------------- | ----------------- | -------------------------- | --------------------------------------------------- | --- |
| 第1話  | Who is in the pumpkin carriage?              | 誰上了南瓜馬車？                | 高橋龍也          | 高雄統子                   | 原田孝宏 矢嶋武                                     | 松尾祐輔 |
| 第2話  | I never seen such a beautiful castle         | 未曾見過的美麗城堡              | 高橋龍也          | 舛成孝二                   | 間島崇寬                                            | 田中裕介 山田有慶 |
| 第3話  | A ball is resplendent, enjoyable, and...     | 舞會會場光彩奪目 令人愉悅 而且… | 高橋龍也          | 鈴木健太郎                 | 鈴木健太郎                                          | 河野惠美 |
| 第4話  | Everyday life, really full of joy!           | 充滿喜悅的每一天                | 永井千晶          | 赤井俊文                   | 赤井俊文                                            | 赤井俊文 |
| 第5話  | I don't want to become a wallflower          | 我不想當陪襯壁花                | 綾奈由仁子        | 黑澤守                     | 渡部周                                              | 中野彰子、板倉喜代美 大森理惠、菊池政芳 浦島美紀、荒木裕 海保仁美、北島勇樹 山崎輝彥、藤田真弓                       |
| 第6話  | Finally, our day has come!                   | 終於迎來我們的日子              | 土屋理敬          | 長町英樹                   | 長町英樹                                            | 長町英樹 |
| 第7話  | I wonder where I find the light I shine...   | 我究竟在何處綻放光芒…           | 高橋龍也          | 高雄統子                   | 原田孝宏                                            | 嶋田和晃 |
| 第8話  | I want you to know my hidden heart.          | 請理解我隱藏的真心              | 高橋龍也          | 岡本學                     | 岡本學                                              | 川妻智美、谷川亮介                                                                                                   |
| 第9話  | "Sweet" is a magical word to make you happy! | 甜點是令人快樂的魔法咒語        | 永井千晶          | 舛成孝二                   | 土屋浩幸                                            | 河野惠美、長町英樹 柳田幸平、田中裕介 嶋田和晃、岡田豐廣 山田有慶、水澤智可                                          |
| 第10話 | Our world is full of joy!!                   | 我們的世界歡樂無限              | 綾奈由仁子        | 益山亮司                   | 益山亮司                                            | 森川侑紀、福地友樹                                                                                                   |
| 第11話 | Can you hear my voice from the heart?        | 能聽見我心裡的聲音嗎？          | 土屋理敬          | 鈴木健太郎                 | 赤井俊文                                            | 古橋聰 |
| 第12話 | The magic needed for a flower to bloom       | 花朵綻放所需的魔法              | 雜破業            | 神戶守                     | 荒井省吾                                            | 木宮亮介、池田有 井元一彰、奈須一裕                                                                                  |
| 第13話 | It's about time to become Cinderella Girls   | 灰姑娘女孩蛻變的時刻            | 綾奈由仁子        | 高雄統子 林勇雄            | 鈴木健太郎 高雄統子 林勇雄                          | 嶋田和晃、古橋聰 長町英樹、赤井俊文 田村里美、田中裕介 松尾祐輔                                                        |
| 第2期  |                                              |                                 |                   |                            |                                                     | |
| 第14話 | Who is the lady in the castle?               | 在城堡中的女士是誰？            | 土屋理敬          | 高雄統子 原田孝宏          | 原田孝宏                                            | 嶋田和晃、田中裕介                                                                                                   |
| 第15話 | When the spell is broken...                  | 魔法消褪之時                    | 永井千晶          | 益山亮司                   | 黑木美幸                                            | 川妻智美、山田有慶                                                                                                   |
| 第16話 | The light shines in my heart.                | 照亮內心的那一縷光              | 高橋龍也          | 島津裕行                   | 矢吹勉                                              | 山田真也 |
| 第17話 | Where does this road lead to?                | 這條路通向何方？                | 雜破業            | 鈴木健太郎                 | 矢嶋武                                              | 田村美、古橋聰 |
| 第18話 | A little bit of courage shows your way.      | 那微小的勇氣將指引你前進        | 綾奈由仁子        | 岡本學                     | 岡本學                                              | 玉木慎吾、SYNOD |
| 第19話 | If you're lost, let's sing aloud!            | 如果你迷路了，就放聲高歌吧！    | 土屋理敬          | 赤井俊文                   | 赤井俊文                                            | 赤井俊文 |
| 第20話 | Which way should I go to get to the castle?  | 我前往城堡的路是哪一條？        | 雜破業            | 倉田綾子                   | 倉田綾子                                            | 河合拓也 |
| 第21話 | Crown for each.                              | 大家的王冠                      | 永井千晶 土屋理敬 | 鈴木健太郎 柴山智隆        | 柴山智隆                                            | 川妻智美、山田有慶 嶋田和晃                                                                                          |
| 第22話 | The best place to see the stars.             | 在這裡能看見最美的繁星          | 高橋龍也          | 益山亮司 長町英樹          | 長町英樹                                            | 和合薰、田中裕介 長町英樹、松尾祐輔                                                                                  |
| 第23話 | Glass Slippers.                              | 玻璃鞋                          | 土屋理敬          | 舛成孝二                   | 益山亮二                                            | 古橋聰 |
| 第24話 | Barefoot Girl.                               | 赤腳女孩                        | 綾奈由仁子        | 高雄統子                   | 原田孝宏 高雄統子                                   | 赤井俊文 |
| 第25話 | Cinderella Girls at the ball.                | 舞會上的灰姑娘女孩              | 高橋龍也          | 鈴木健太郎 高雄統子        | 鈴木健太郎 矢嶋武 益山亮司 岡本學 原田孝宏 高雄統子 | 嶋田和晃、田中裕介 長町英樹、古橋聰 和合薰、瀧山真哲 鈴木大、川妻智美 越後光崇、福地友樹 山田有慶、赤井俊文 松尾祐輔 |
| 第26话 | Anytime, Anywhere with Cinderella.           | 隨時隨地與灰姑娘                | 綾奈由仁子        | 高雄統子 赤井俊文 原田孝宏 | 高雄統子 赤井俊文 原田孝宏                          | 松尾祐輔、田中裕介 山田有慶、川妻智美 田村美、赤井俊文                                                               |

## 推出

### 官方宣傳海報
上述第1輯官方宣傳海報（キービジュアル）發佈之後，接著在2014年5月開始，按屬性的次序，在日本各地鐵路站的廣告欄設置宣傳海報。
以下是在各宣傳海報中出場的偶像，順序以名字的五十音順排列，而斜體字顯示的是在實際發佈的宣傳海報中沒有出場的。
- 第1輯官方宣傳海報：[參⁠ 24]
- CUTE 官方宣傳海報：[參⁠ 25]
- COOL 官方宣傳海報：[參⁠ 26]
- PASSION 官方宣傳海報：[參⁠ 27]

### 播放電視台
日本深夜動畫：下文記載的日本国内播放時間使用日本標準時間（UTC+9）表示。因為部分時間标识會採用30小时制，因此請留意这类超过24:00的时间，其實際播放時間為翌日清晨。
| 播放地區 | 播放電視台   | 播放日期                                     | 播放時間（UTC+9）                                   | 所屬聯播網 | 備註                  |
| 第1期    | 第1期        | 第1期                                        | 第1期                                               | 第1期      | 第1期                 |
| -------- | ------------ | -------------------------------------------- | --------------------------------------------------- | ---------- | --------------------- |
| 東京都   | TOKYO MX     | 2015年1月9日－4月10日                        | 星期五 24時00分－24時30分                           | 獨立UHF局  |                       |
| 千葉縣   | 千葉電視台   | 2015年1月9日－4月10日                        | 星期五 24時00分－24時30分                           | 獨立UHF局  |                       |
| 群馬縣   | 群馬電視台   | 2015年1月9日－4月10日                        | 星期五 24時00分－24時30分                           | 獨立UHF局  |                       |
| 岐阜縣   | 岐阜放送     | 2015年1月9日－4月10日                        | 星期五 24時00分－24時30分                           | 獨立UHF局  |                       |
| 京都府   | 京都放送     | 2015年1月9日－4月10日                        | 星期五 24時00分－24時30分                           | 獨立UHF局  |                       |
| 日本全國 | BS11         | 2015年1月9日－4月10日                        | 星期五 24時00分－24時30分                           | 衛星電視   | 「ANIME+」節目 有重播 |
| 兵庫縣   | SUN電視台    | 2015年1月9日－4月10日                        | 星期五 24時15分－24時45分                           | 獨立UHF局  |                       |
| 三重縣   | 三重電視台   | 2015年1月9日－4月10日                        | 星期五 24時20分－24時50分                           | 獨立UHF局  |                       |
| 埼玉縣   | 埼玉電視台   | 2015年1月9日－4月10日                        | 星期五 24時30分－25時00分                           | 獨立UHF局  |                       |
| 栃木縣   | 栃木電視台   | 2015年1月9日－4月10日                        | 星期五 24時30分－25時00分                           | 獨立UHF局  |                       |
| 全世界   | DAISUKI      | 2015年1月9日－4月10日                        | 星期五 24時30分 更新                                | 網絡電視   | 有字幕                |
| 神奈川縣 | 神奈川電視台 | 2015年1月9日－4月10日                        | 星期五 25時15分－25時45分                           | 獨立UHF局  |                       |
| 日本全國 | 萬代頻道     | 2015年1月9日－4月10日                        | 星期五 24時30分 更新                                | 網絡電視   | 無料LIVE配信          |
| 日本全國 | 萬代頻道     | 2015年1月10日－4月11日                       | 星期六 12時00分 更新                                | 網絡電視   | 觀賞無期限配信        |
| 日本全國 | NICONICO直播 | 2015年1月12日－4月13日                       | 星期一 21時00分－21時30分                           | 網絡電視   |                       |
| 日本全國 | NICONICO頻道 | 2015年1月12日－4月13日                       | 星期一 21時30分 更新                                | 網絡電視   |                       |
| 福岡縣   | TVQ九州放送  | 2015年1月13日－4月14日                       | 星期二 26時35分－27時05分                           | 東京電視網 |                       |
| 日本全國 | AT-X         | 2015年1月25日－3月29日 2015年4月4日－4月25日 | 星期日 19時30分－20時00分 星期六 24時00分－24時30分 | 衞星電視   | 有重播                |
| 第2期    |              |                                              |                                                     |            |                       |
| 東京都   | TOKYO MX     | 2015年7月17日－10月16日                      | 星期五 24時00分－24時30分                           | 獨立UHF局  |                       |
| 千葉縣   | 千葉電視台   | 2015年7月17日－10月16日                      | 星期五 24時00分－24時30分                           | 獨立UHF局  |                       |
| 群馬縣   | 群馬電視台   | 2015年7月17日－10月16日                      | 星期五 24時00分－24時30分                           | 獨立UHF局  |                       |
| 岐阜縣   | 岐阜放送     | 2015年7月17日－10月16日                      | 星期五 24時00分－24時30分                           | 獨立UHF局  |                       |
| 兵庫縣   | SUN電視台    | 2015年7月17日－10月16日                      | 星期五 24時00分－24時30分                           | 獨立UHF局  |                       |
| 京都府   | 京都放送     | 2015年7月17日－10月16日                      | 星期五 24時00分－24時30分                           | 獨立UHF局  |                       |
| 日本全國 | BS11         | 2015年7月17日－10月16日                      | 星期五 24時00分－24時30分                           | 衛星電視   | 「ANIME+」節目 有重播 |
| 三重縣   | 三重電視台   | 2015年7月17日－10月16日                      | 星期五 24時20分－24時50分                           | 獨立UHF局  |                       |
| 埼玉縣   | 埼玉電視台   | 2015年7月17日－10月16日                      | 星期五 24時30分－25時00分                           | 獨立UHF局  |                       |
| 栃木縣   | 栃木電視台   | 2015年7月17日－10月16日                      | 星期五 24時30分－25時00分                           | 獨立UHF局  |                       |
| 神奈川縣 | 神奈川電視台 | 2015年7月17日－10月16日                      | 星期五 25時00分－25時30分                           | 獨立UHF局  |                       |
| 福岡縣   | TVQ九州放送  | 2015年7月21日－10月20日                      | 星期二 26時35分－27時05分                           | 東京電視網 |                       |

## 註解
1. ↑  人物介紹見偶像大师 灰姑娘女孩#出場人物簡介。
2. ↑  DAISUKI.net中譯標題[參⁠ 7]
3. ↑  随BD第九卷发布
4. ↑  部份地區除外
5. ↑   註:

## 外部連結
- TVアニメ「アイドルマスターシンデレラガールズ」オフィシャルサイト（電視動畫公式網站）（日語）